# 吉野川警察署
吉野川警察署（よしのがわけいさつしょ）は、徳島県警察が管轄していた警察署。2014年4月に阿波吉野川警察署に統合された。

## 所在地
- 徳島県吉野川市川島町川島550-1

## 管轄区域
- 吉野川市

## 沿革
2004年（平成16年）10月1日：管内の麻植郡鴨島町、川島町、山川町、美郷村の3町1村が新設合併し吉野川市になったため、管轄市町村数が3町1村から1市のみになったことに併せて徳島県川島警察署から改称した。
2014年（平成26年）4月1日、阿波警察署と統合されて、阿波吉野川警察署となった。阿波吉野川署の本署は旧吉野川署に置かれ、旧阿波署庁舎は阿波吉野川署阿波庁舎となった。

## 交番
- 署所在地（吉野川市川島町川島）
- 鴨島町交番（吉野川市鴨島町上下島）

## 駐在所
- 鴨島町飯尾駐在所（吉野川市鴨島町敷地）
- 鴨島町上浦駐在所（吉野川市鴨島町上浦）
- 川島町児島駐在所（吉野川市川島町児島）
- 山川町山崎駐在所（吉野川市山川町西久保）
- 山川町瀬詰駐在所（吉野川市山川町前川）
- 山川町山川駐在所（吉野川市山川町翁喜台）
- 美郷駐在所（吉野川市美郷峠）